# 邵遠平
邵遠平（?—?），初名吳遠，字戒三，號呂璜，浙江仁和人。

## 生平
康熙三年（1664年）進士，授戶部主事。累官光祿寺少卿。約康熙年間在世。著有《元史類編》42卷，李慈銘 《越縵堂讀書記‧元史類編》稱：“夜閱邵遠平《元史類編》，其書雖筆力孱弱，然於舊史具有增削，斷制亦多審當，採證碑誌，俱鑿鑿可從……較之朱國楨《南宋書》、 周濟 《晉略》， 固自遠勝， 與 陳鱣 《續唐書》可相驂驔， 皆精於事例， 劣於文字者也。”。另有《史學辨誤》、《戒三文存》、《戒庵詩集》。

## 延伸阅读
[在维基数据编辑]
 《清史稿/卷484》，出自趙爾巽《清史稿》